# サルヴァトーレ・ペロースィ (潜水艦)
サルヴァトーレ・ペロースィ（イタリア語：Salvatore Pelosi, S 522）は、イタリア海軍のサウロ級潜水艦5番艦でサウロ級第3シリーズに分類される。艦名は第二次世界大戦期の潜水艦艦長サルヴァトーレ・ペロースィ海軍少佐に由来する。

## 艦歴
「サルヴァトーレ・ペロースィ」は、フィンカンティエリモンファルコーネ造船所で建造され1985年7月23日に起工、1986年11月29日に進水、1988年7月14日に就役する。
1999年から2002年にかけてターラントにおいて戦闘システムの近代化改修工事を受ける。